# 完顏氏
完顏氏（转写：Wanggiyan）是金朝的國姓，满族（女真族）、锡伯族的姓氏之一。金朝女真人的姓氏有“白号”和“黑号”之分。女真习俗以白为贵，因此白号之姓比黑号之姓要尊贵。作为金朝皇族姓氏的完颜氏更是名列白号姓之首。

## 起源

### 女真族
完颜部初兴的地方是隋唐时勿吉七部之一安车骨部的居住地。七世纪中叶唐与新罗联合击灭高句丽后，安车骨部人皆奔散，于是形成完颜十二部分居各地。十世纪初，来自高丽的函普参加了生女真完颜部，被吸收为这个部的成员，并且被推为首领，从此女真族开始兴旺起来。
十一世纪初到生女真部第四代，献祖绥可为部落联盟首领时，完颜部定居在按出虎水（今阿什河） 的附近地区。生女真部第五代首领为绥可之子石鲁。生女真部第六代景祖乌古乃时，生女真部有了发展。随着女真完颜部势力的崛起，高丽与女真完颜部围绕曷懒甸女真人问题，发生了正面冲突。
关于完颜氏的起源，《大金国志》曾记载，完颜阿骨打在建国称帝之时，采用渤海士人杨朴“以王为姓，以旻为名，国号大金”的建议，所以“完颜”的本意有可能是汉语“王”的女真语谐音。 
由于历史缘故，完颜氏曾数次迁徙至不同地点，以家族群聚的方式定居。其中在安徽肥东、甘肃泾川、河南鹿邑、福建泉州、台湾彰化，完颜氏更是成为了当地望族。现今在这些地方居住的王、汪、完、颜、苑、粘、金姓之人士，可能是完颜氏后裔。
另外，金朝灭亡之后，还有部分完颜氏的后裔东归，其后裔得到清朝的认可，纳入满洲八旗。他们的后裔，民國後部分都改姓王、汪、金等，部分仍姓完颜。

### 漢族
金宣宗統治時期，大量賜完顏姓給非女真族人，如漢族梁氏梁佐、李氏李咬住、郭氏郭仲元、張氏張甫等人與其家族皆改姓完顏。

### 契丹族
金宣宗也賜完顏姓予契丹族人，如耶律氏移剌眾家奴家族。

## 历史人物
- 完颜阿骨打
- 完颜宗弼（金兀术）
- 完颜亮
- 完颜雍
- 崇厚

## 小說虛構人物
- 完顏洪烈、完顏康：金庸武俠小說《射鵰英雄傳》中的男性人物。
- 完顏萍，是金庸武俠小說《神鵰俠侶》中的女性人物。

## 影视作品中形象
香港亞洲電視拍攝之劇集《我和僵尸有个约会III之永恒国度》中的虚构角色：完顏不破、完顏無淚

## 延伸阅读
[在维基数据编辑]
 《欽定古今圖書集成·明倫彙編·氏族典·完顏姓部》，出自陈梦雷《古今圖書集成》